# Junoszyno (przystanek kolejowy)
Junoszyno – wąskotorowy przystanek osobowy w Junoszynie, w gminie Stegna, w powiecie nowodworskim, w województwie pomorskim. Położony jest na z Koszwał do Stegny Gdańskiej otwartej w 1905 roku. Od 2003 na odcinku od Mikoszewa Ujścia Wisły do Stegny Gdańskiej jest prowadzony ruch pasażerski.